# Country Club Bosque Real-Barrio Morabo
Country Club Bosque Real - Barrio Morabo es el nombre con que el INDEC definió a un componente censal ubicado en el Partido de General Rodríguez, Provincia de Buenos Aires, Argentina. Se encuentra sobre la Ruta Provincial 28 que vincula la ciudad de General Rodríguez con Pilar, ubicándose 5 km al norte de la primera.
Está compuesto por 2 barrios. El barrio cerrado Country Club Bosque Real y el barrio Morabo. Bosque Real se encuentra al este de la Ruta 28 y un poco más al Sur que Marabo se halla al oeste de dicha ruta. Bosque Real está compuesta por 36 hectáreas con 205 lotes y carece de infraestructura deportiva.<ref<«BOSQUE REAL». Archivado desde el original el 4 de febrero de 2009. Consultado el 4 de diciembre de 2012.</ref> El barrio Morabo está compuesto por 622 lotes, existiendo un sector lindante que fue usurpado. La inmobiliaria encargada del loteo quebró dejando en situación precaria a algunas de las 30 familias ocupantes. La instalación de clubes de polo en la zona potenció el desarrollo inmobiliario de ambos barrios.<ref<«Amenazan con remates judiciales en Marabó donde están afincadas una treintena de familias». Archivado desde el original el 4 de noviembre de 2012. Consultado el 4 de enero de 2013.</ref>
Vecinos del Barrio Marabó reclamaron en 2012 la iluminación, pavimento y mejoras en el puesto de salud.